# Ikki (ligue)
Les ikki sont des ligues à finalité militaire, politique ou insurrectionnelle dans le Japon médiéval (surtout l'époque de Muromachi) et durant l'époque d'Edo. Le terme signifie « prendre le même chemin » ou « ligues unies pour des actions ». Il s'agit d'organisations reposant plus sur les solidarités horizontales, entre gens d'une même catégorie sociale ou communauté, plutôt que sur les solidarités verticales suivant un principe hiérarchique qui dominaient l'organisation vassalique des clans guerriers. Ces ligues apparaissent dans le milieu des guerriers, consistant d'abord en des bandes formées dans le contexte des conflits locaux de l'époque des Cours du Sud et du Nord, puis deviennent progressivement une forme d'organisation servant pour des mouvements insurrectionnels.

## Kokujin-ikki
Les premières ligues à jouer un rôle politique notable furent les ligues de guerriers de la catégorie des « barons » locaux, les kokujin (on parle de ce fait de kokujin-ikki), regroupant des gens d'armes qui se liaient par une prestation de serment donnant lieu à un acte écrit. À la différence de l'organisation traditionnelle de ce groupe, ce genre de ligue transcendait donc les liens claniques et vassaliques au profit de relations volontaires et égalitaires mettant en avant les solidarités entre les guerriers qui y adhéraient. Elles fonctionnèrent comme des corps de troupe pour les gouverneurs militaires provinciaux, les shugo, durant les guerres de la seconde moitié du XIVe siècle, mais leur loyauté n'était jamais acquise à un chef militaire, les ligues de kokujin s'opposant à plusieurs reprises à des shugo cherchant à imposer leur autorité dans leurs provinces. D'un autre côté elles pouvaient aussi combattre les mouvements contestataires paysans. 

## Kuni-ikki
Dans la seconde moitié du XVe siècle ces ligues de guerriers évoluèrent en présentant une assise provinciale plus marquée (les kuni-ikki, « ligues provinciales »), notamment en se rapprochant des populations rurales. Elles s'organisaient alors autour de kokujin et aussi des élites villageoises armées, les jizamurai. Une de ces ligues organisa la révolte de la province de Yamashiro qui parvint à évincer de cette province les membres du clan Hatakeyama qui s'y affrontaient depuis de longues années dans des guerres claniques, constituant une commune provinciale (sōkoku) dirigée par un conseil de 36 membres s'arrogeant des attributions financières et judiciaires, qui domina la province de 1486 à 1493. D'autres organisations provinciales parvinrent à perdurer plus longtemps, comme le groupement de guerriers qui domina le district d'Iga, lié par une « constitution » rédigée en 1560, dans une finalité essentiellement défensive, qui fut soumise par Oda Nobunaga en 1581.

## Dō-ikki
L'organisation en ligue fut progressivement adopté par des groupes non-guerriers, qui avaient déjà l'expérience de protestations dans le cadre domanial, visant souvent à obtenir une réduction de leurs contributions. En 1428, lors de la rébellion de Shōchō, les loueurs de chevaux (bashaku) de la région de Kyoto constituèrent une ligue s'en prenant aux usuriers, sans obtenir de rémission de dettes. Cela initia un cycle insurrectionnel qui se poursuivit dans les années suivantes. La rébellion de Kakitsu, qui éclata en août 1441 dans la foulée de l'assassinat du shogun Yoshinori, fut l'une des plus importantes et violentes, obtenant cette fois-ci un édit d'annulation de dettes. Ces révoltes connurent leur apogée dans les années de la guerre d'Ōnin (1467-1477). Ces mouvements à base rurale (do-ikki, tsuchi-ikki) étaient constitués d'une base populaire, mais souvent encadrés par des élites villageoises guerrières (les dogō, jizamurai). Ils se soulevaient contre les flambées de prix des denrées, pour la rémission de dettes ou la réduction de taxes dans les campagnes, ce qu'on désignait comme un « gouvernement par la vertu » (tokusei ; on parle alors de tokusei-ikki) . Elles ciblèrent donc les prêteurs et les marchands de grains et s'adressaient aux autorités provinciales, obtenant souvent gain de cause, après quoi elles étaient dissoutes.

## Ikkō-ikki
Les ligues formées sous l'égide de la secte du Hongan-ji (courant de la Terre pure), ou Ikkō, appelées Ikkō-ikki. Soudées par la dévotion en Amida et son action salvatrice, elles se singularisaient des autres types de ligues. Elles bénéficiaient de la popularité et de l'organisation efficace du Hongan-ji, même si les chefs de cette secte ne dirigèrent pas toutes leurs actions, s'appuyaient sur des troupes nombreuses et un réseau de temples-forteresses. Grâce à cela, ce furent sans conteste les plus puissantes des ligues : elles dominèrent la province de Kaga de 1488 à 1574 après en avoir évincé le seigneur de la guerre local, leur troupes constituèrent une force majeure dans le Kínai du XVIe siècle autour du Hongan-ji d'Ishiyama, et disposèrent d'autres bases dans plusieurs provinces (Kii, Mikawa), en mesure de tenir tête à des seigneurs de la guerre. On a voulu voir dans leurs affrontements destructeurs avec d'autres temples et sectes (Kōfuku-ji en 1532, ligues Hokke dans les années 1532-1536) des sortes de guerres religieuses, ce qui est excessif même si les motivations religieuses étaient évidemment présentes dans les actions des membres de ces ligues. Leur aspect paysan et leurs similitudes avec les révoltes rurales ont souvent été mis en avant. Mais les temples qui les dominaient restaient des institutions urbaines, et ils reposaient aussi sur des groupes non agricoles (pêcheurs, armateurs). Ces ligues furent anéanties en même temps que la force politique et militaire du Hongan-ji par les armées d'Oda Nobunaga, entre 1570 et 1580.

## Hokke-ikki
Les autres ligues à fondement religieux qui furent actives au début du XVIe siècle reposèrent sur les enseignements de la secte du Lotus, Hokke (Hokke-ikki). Leurs fondements furent incontestablement urbains, dans le milieu des artisans et commerçants de Kyoto. Très prosélytes, marquées par une promotion du travail et l'opposition aux impositions, elles prirent rapidement un tournant insurrectionnel particulièrement violent. Elles gagnèrent une influence considérable dans la capitale et sa région dans les années 1530, s'appuyant sur un ensemble de temples fortifiés et s'en prenant en priorité à d'autres institutions religieuses. Les ligues du Lotus furent finalement éliminées par les troupes de l'Enryaku-ji en 1536.